# پول رایج
پول رایج یکایی پولی برای سنجش دادوستد کالا و خدمات است که در تسهیل انتقال کالا و خدمات نقشی اساسی دارد. به عبارت دیگر، نام پول رایج یک کشور، یکای پول در آن کشور است. برای نمونه، یکای پول کشور ایران، ریال و یکای پول کشور ایالات متحده، دلار است.

## یکاهای پیشین پول ایران
یکای پول ایران در دوره قاجار قِران بود و کوچک‌ترین یکای پول قدیم (تا آخر دوره قاجار) در ایران دینار بود. یک تومان برابر ده قِران و برابر ده هزار دینار بود. سکه اسپانیایی رِئال (به لاتین: Real) پس از ورود به ایران با نام ریال بر مبنای وزنش، مطابق ۱۱۷٫۵ دینار گرفته شد اما از آغاز دوران رضاشاه پهلوی سکه‌های ریال به جای ۱۱۷٫۵ دینار به مبلغ ۱۰۰ دینار (مطابق قِران) کاهش داده شدند؛ بنابراین قِران و ریالی که امروزه ما به کار می‌بریم مقداری با مفهوم آن در دوران قدیم متفاوت است.∗
در سال ۱۳۰۸ خورشیدی به موجب قانون آحاد، پول ایران تغییر یافت و یکای پول به ریال تبدیل گردید
1. دَریک - هخامنشیان
2. پَشیز - ساسانیان
3. دینار - ساسانیان
4. دینار - غزنویان
5. چاو (پول) - ایلخانیان
6. صَنّار - صفویان
7. عباسی - صفویان
8. نادری - افشاریان
9. پاپاسی - قاجاریان
10. شاهی - قاجاریان
11. قِران - قاجاریان
12. تومان - قاجاریان
13. ریال - پهلویان و جمهوری اسلامی
14. تومان - استفاده توسط مردم

| یکاها                          | برابری با دینار | وضعیت    |
| ------------------------------ | --------------- | -------- |
| شاهی                           | ۵۰ دینار        | منسوخ    |
| محمودی (صد دینار: صَنّار)        | ۱۰۰ دینار       | منسوخ    |
| عباسی                          | ۲۰۰ دینار       | منسوخ    |
| نادری (ده‌شاهی)                 | ۵۰۰ دینار       | منسوخ    |
| قران                           | ۱۰۰۰ دینار      | منسوخ    |
| ریال (یکای رسمی پول ایران)     | ۱۰۰۰ دینار      | رایج     |
| تومان (یکای غیررسمی پول ایران) | ۱۰۰۰۰ دینار     | بدون چاپ |

## نگارخانه

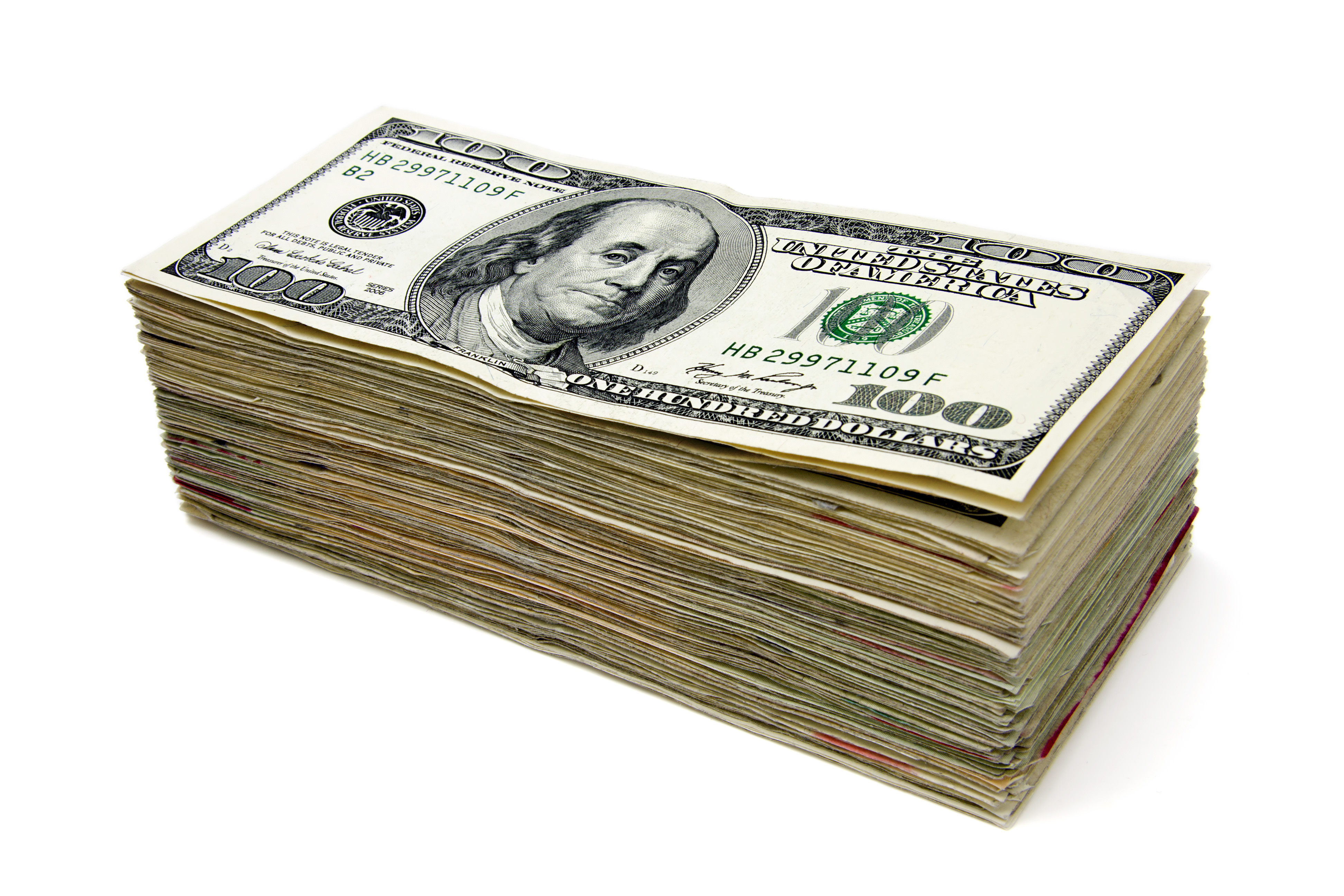
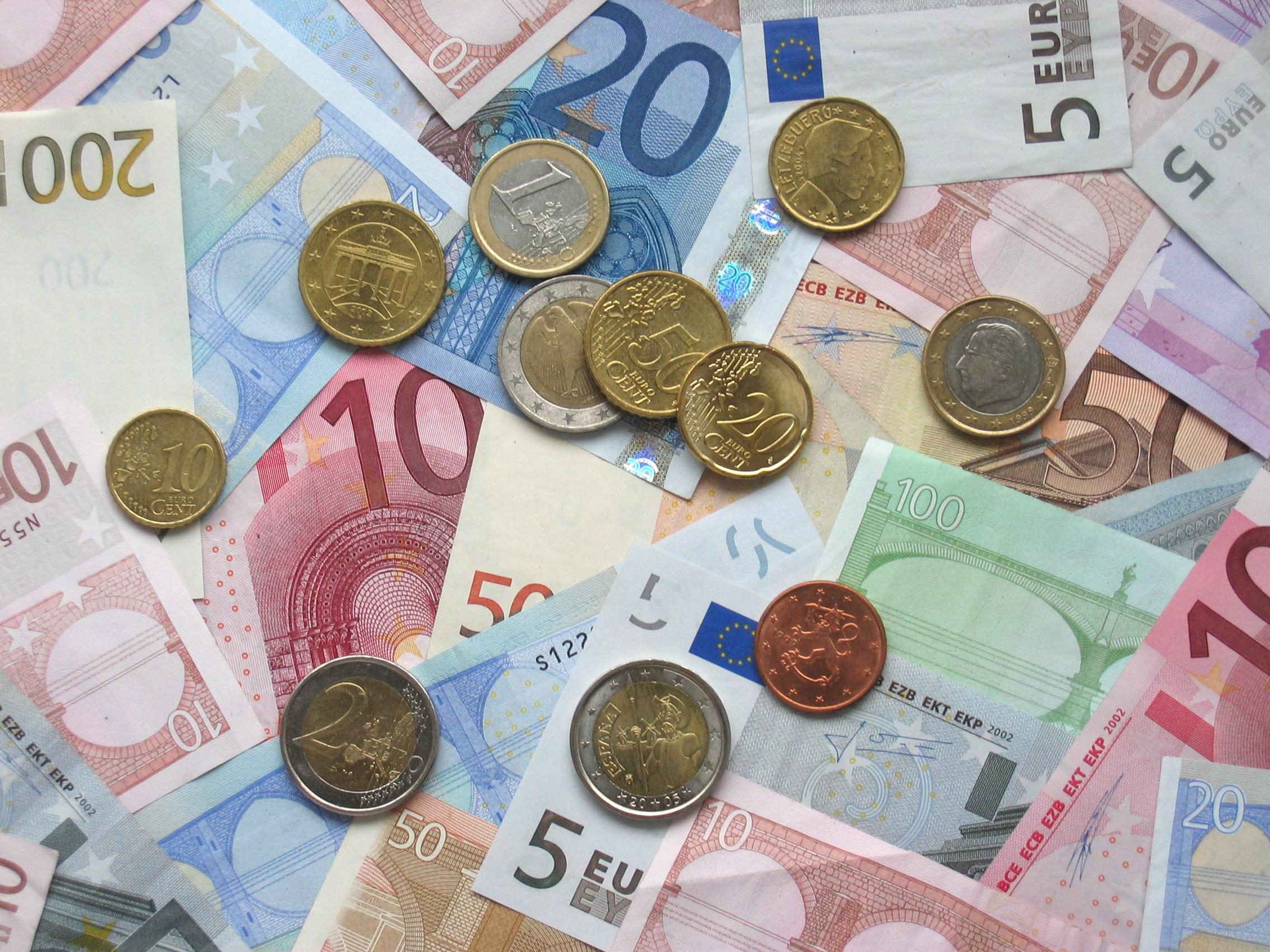
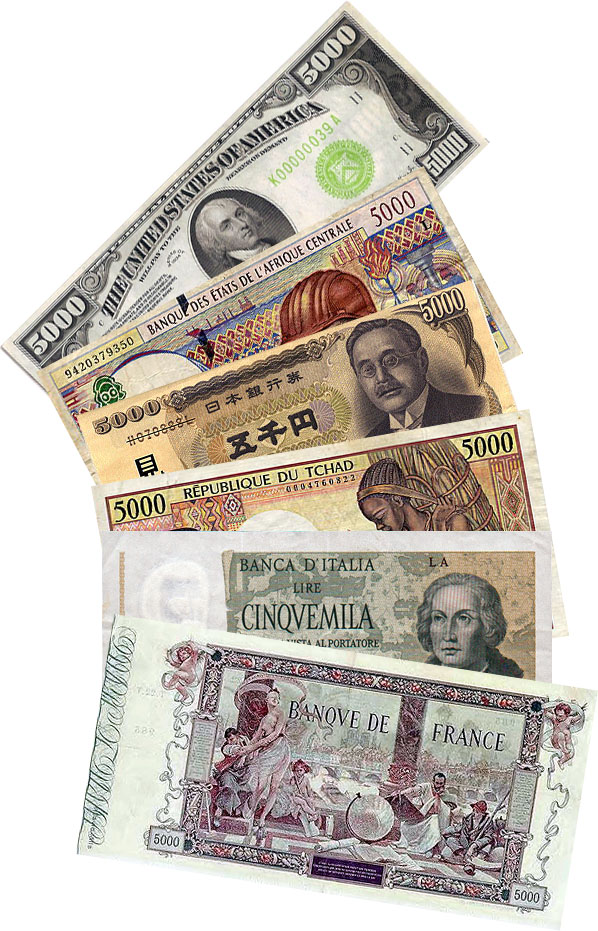